# Сан Марино (Рим)
Сан Марино је насеље у Италији у округу Рим, региону Лацио.
Према процени из 2011. у насељу је живело 91 становника. Насеље се налази на надморској висини од 301 м.